# La Resurrecció (Retaule de Maria de Aragón)
La Resurrecció de Crist és una obra d'El Greco, realitzada a l'oli sobre tela entre el 1597 i el 1604, durant el seu període toledà. S'exhibeix en una de les sales del Museu del Prado a Madrid. Pertanyia al conjunt pintat del retaule per a l'església d'un seminari agustinià de Madrid, conegut com el «Col·legi de Doña María de Aragón».
El Greco es va comprometre l'any 1596, a realitzar el retaule de l'església del col·legi de Doña María de Aragón. El nom popular del seminari al·ludeix a María de Aragón, la mecenes que va pagar les obres. El Greco va rebre l'encàrrec del Consell de Castella, que s'havia fet càrrec de les obres després de la mort de doña María. Existeixen documents que atesten que havia de realitzar-se en tres anys i es va valorar el treball en alguna cosa més de seixanta-tres mil rals, el preu més alt que va aconseguir a la seva vida. Tanmateix no hi ha referències del nombre de quadres que ho formaven, ni de l'estructura del retaule, ni de la temàtica tractada.

## Tema de l'obra
Aquest llenç mostra el moment en què Jesús ressuscita davant els sorpresos soldats que havien posat com a guàrdia perquè els deixebles no robessin el cos de Jesucrist. Aquest episodi no és relatat de forma explícita als Evangelis canònics, tot i que es pot deduir de Marc 16:1-11; Mateu 28:1-10; Lluc 24:1-14; Joan 20:1-10. A l'Evangeli de Pere (considerat apòcrif) hi és relatat als versets 35, 41 i 42.

## Anàlisi de l'obra
Oli sobre llenç; 275 x 127 cm.; 1605 circa; Museu del Prado, Madrid; 
Signat amb petites lletres cursives gregues, a la part baixa del costat dret: δομήνικος Θεοτοκóπουλος, ε'ποíει (doménikos theotokópoulos e`poíei)
Harold Wethey no creu que aquesta obra hagués format part del Retaule de Maria de Aragón. Al·lega una descripció d'Antonio Palomino referida a una Resurrección del cambril de la Basílica d'Atocha "del tamaño del natural una cosa excelente". Aquest llenç del Museu del Prado és l'únic d'aquestes característiques i, a més, procedeix del Museo de la Trinidad. Per tant, és molt possible que procedís d'un convent suprimit, i molt probablement és el de la Basílica d'Atocha.
En aquesta obra poden apreciar-se les característiques de l'estil d'El Greco: figures allargades, colors cridaners i contranaturals, que van fer que generacions posteriors critiquessin els seus quadres i que, tanmateix, arribat el segle xx, fos aplaudit per la seva modernitat.
Aquest llenç és una reinterpretació de la La Resurrecció (Santo Domingo el Antiguo), però en aquesta nova versió El Greco elimina el sepulcre, seguint les indicacions d'alguns teòlegs de la Contrareforma. Conserva tanmateix tots els elements bàsics de la versió anterior: els ritmes triangulars de l'escena, la contraposició entre la serenitat de Crist i l'agitació dels soldats. Però en aquest llenç els contrastos s'han accentuat, i tant l'exaltació espiritual com la deformació expressiva creen una atmosfera emocional d'enorme intensitat.
El Greco sembla renunciar a l'historicitat de l'esdeveniment, per tal de centrar-se en el seu simbolisme: el renaixement de l'Home a través de la Salvació. Per tant, elimina les referències ambientals, creant un espai irreal que tendeix a ésser pla malgrat els escorços,dels soldats. Les proporcions creixen desmesuradament, els contrastos de llum s'accentuen i el colorit guanya calidesa. La figura de Crist, frontal i hierática, té reminiscències de l'Art romà d'Orient. Al voltant dels seu cap hi ha una aurèola romboidal, té els seus peus units com si encara estigués a la Creu, i porta l'estendard de la Resurrecció al costat del seu cos.
Només un soldat roman assegut. Els altres mostren diversos moviments i reaccions que senyalen l'agitació del moment. A l'esquerra, tres figures mostren llurs braços progressivament oberts, segons el seu procés d'il·luminació per la Gràcia. Un altre soldat hi ofereix resistència, protegint-se amb l'espasa i l'escut. Un altre aixeca els braços i els ulls vers el Cel, mentre un altre corre vers l'espectador amb el seu braç dret i l'esguard aixecats.

## Altres llenços d'aquest retaule
- El Baptisme de Crist (Retaule de María de Aragón))
- L'Anunciació (Retaule de María de Aragón)
- La Pentecosta (Retaule de María de Aragón)
- Crucifixió de Crist (Tipus-II, Retaule de María de Aragón)
- L'Adoració dels pastors (Retaule de María de Aragón)

## Retaule de donya María de Aragón
Al següent enllac hom trobarà complida informació sobre el retaule del qual suposadament formava part aquest llenç:
- Retaule de donya María de Aragón